# Lianhua (köpinghuvudort i Kina, Hunan Sheng, lat 28,12, long 112,77)
Lianhua (kinesiska: 莲花, 莲花镇) är en köpinghuvudort i Kina. Den ligger i provinsen Hunan, i den södra delen av landet, omkring 22 kilometer sydväst om provinshuvudstaden Changsha. Antalet invånare är 38 139. Befolkningen består av 18 503 kvinnor och 19 636 män. Barn under 15 år utgör 16,0 %, vuxna 15-64 år 72 %, och äldre över 65 år 11,0 %.
Runt Lianhua är det tätbefolkat, med 442 invånare per kvadratkilometer. Närmaste större samhälle är Wangyue, 19,8 km nordost om Lianhua. Trakten runt Lianhua består till största delen av jordbruksmark.
Genomsnittlig årsnederbörd är 1 710 millimeter. Den regnigaste månaden är maj, med i genomsnitt 305 mm nederbörd, och den torraste är oktober, med 46 mm nederbörd.